# Убийство Беназир Бхутто

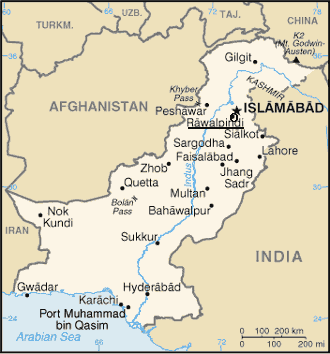
Равалпинди на карте Пакистана

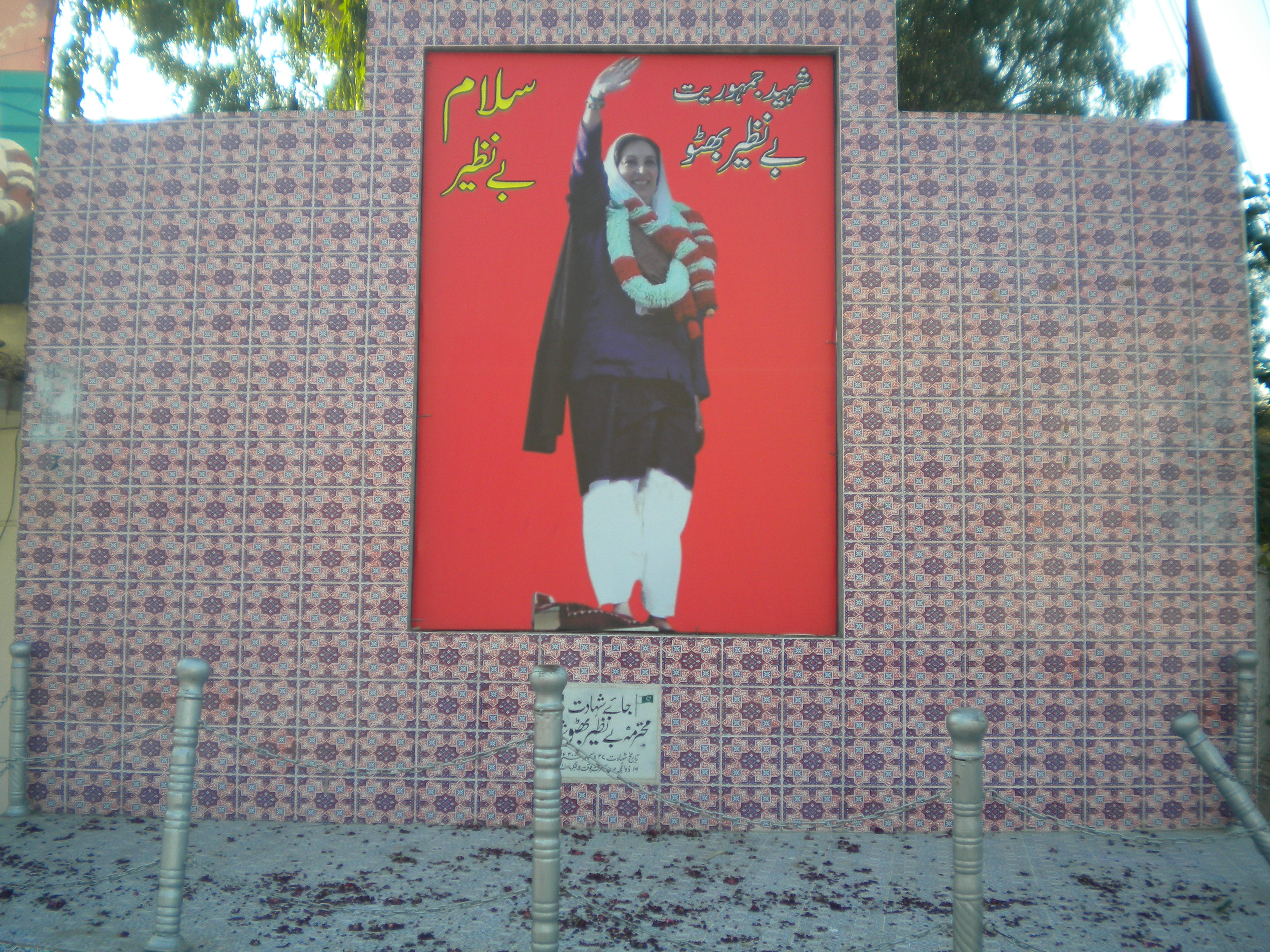
Мемориал Беназир Бхутто на месте убийства

Теракт в Равалпинди, Пакистане, 27 декабря 2007 года произошёл после окончания митинга оппозиции, на котором выступала Беназир Бхутто. В результате теракта погибли по меньшей мере 24 человека, включая Бхутто, и 90 были ранены.

## Теракт
Бхутто выступала на митинге в городе Равалпинди. Она собралась уезжать и села в бронированный автомобиль, но в последний момент поднялась из люка машины, чтобы помахать сторонникам. По одной версии очевидцев, два мотоциклиста открыли стрельбу по джипу Бхутто из АК-47. Одновременно террорист-смертник подорвал себя, подобравшись вплотную. По другой версии, стрелял и взорвался один и тот же человек. Первоначально, по заключению врача, непосредственной причиной смерти Бхутто было названо огнестрельное ранение в шею. Вечером того же дня министр внутренних дел Пакистана Хамид Наваз заявил, что Бхутто погибла не от пуль, а от осколочного ранения. Позже эта информация была опровергнута; было установлено, что Бхутто умерла от сильнейшего удара головой о люк автомобиля после того, как её отбросило в результате действия взрывной волны. В Исламабаде и Равалпинди сразу после кончины Бхутто начались погромы и столкновения оппозиции с полицией. Всю ночь продолжались беспорядки в провинции Синд. Погибло по меньшей мере 10 человек, был убит один полицейский. В городе Хайдарабад утром 28 декабря полиция открыла огонь по протестующим.
В тот же день представители пакистанской оппозиции сообщали, что по меньшей мере четыре активиста оппозиционного крыла партии Мусульманская лига Пакистана погибли от рук неизвестных. По словам оппозиционеров, процессия сторонников экс-премьера Пакистана Наваза Шарифа была обстреляна неизвестными боевиками в районе Карал-Чоук в 15 километрах севернее Исламабада. Ещё более 15 активистов получили ранения различной степени тяжести. Шариф намеревался выступить на митинге в городе Равалпинди. Представитель полиции Равалпинди подтвердил факт обстрела, но отказался комментировать информацию о числе погибших и пострадавших. По данным властей, в районе Карал-Чоук произошла перестрелка между сторонниками оппозиции и проправительственных сил.

## Версии
Пакистанские телеканалы сообщили в день теракта, что ответственность за убийство лидера пакистанской оппозиции взяла на себя террористическая организация «Аль-Каида». «Мы убили американского шпиона в Пакистане», — якобы заявил представитель «Аль-Кайды», известный полевой командир Мустафа абу аль-Язид. В свою очередь супруг пакистанского экс-премьера обвинил власти страны в некомпетентности и попытках уйти от ответственности за произошедшую трагедию. Говоря о смерти своей жены, Асиф Али Зардари заявил, что «был взрыв, но сначала её застрелили, а взрыв был потом. У меня есть свидетели, которые были там, но пакистанское правительство их не допрашивало». Таким образом, он опроверг официальное заявление представителей МВД Пакистана, согласно которому напавший на Бхутто террорист-смертник трижды выстрелил в неё, но промахнулся, и только после этого взорвал себя. Врачи больницы, куда доставили Бхутто, также не обнаружили на её теле пулевых ранений, и эксперты, изучив ранение головы, пришли к выводу, что Бхутто убил оторванный взрывной волной люк.
В подтверждении своих слов пакистанские силовые структуры 29 декабря объявили о том, что за покушением на Бхутто стоит лидер пакистанского отделения движения «Талибан», связанный с «Аль-Каидой» Бейтулла Махсуд. «За убийством стоит один из главарей „Аль-Каиды“ Байтулла Масуд. Разведка перехватила радиосообщение, посланное террористом. Он поздравлял своих сообщников с успешным проведением атаки», — рассказал пресс-секретарь МВД Пакистана Джавед Икбаль Чима. Кроме того, на его пресс-конференции был показан видеоролик, который снял неназванный очевидец покушения на Бхутто. На экране видна рука с пистолетом, направленная в сторону Бхутто. Она несколько раз выстрелила в сторону женщины, прежде чем раздался взрыв. В ответ на это обвинение представитель группировки «Аль-Каида» Маулви Омар сообщил, что «решительно отвергает» участие организации в теракте. Он объяснил, почему «Аль-Каида» не могла этого сделать: «У племенных жителей есть свои обычаи. Мы не атакуем женщин». На следующий день власти продемонстрировали снимки, на которых отчетливо видно, что в Бхутто стрелял молодой человек лет 25-ти в солнцезащитных очках. Он был одет по-европейски: в черный пиджак и белую рубашку. За его спиной стоял, как полагают, второй террорист, который и привел в действие взрывное устройство.
Масло в огонь подлило и то, что британская «Дейли мейл» предположила, что погибшая знала, кто готовит на неё покушение. Журналисты раздобыли электронное письмо, которое она еще пару месяцев назад направила министру иностранных дел Великобритании Дэвиду Милибэнду. Бхутто утверждала, что убить её хотят трое высокопоставленных чиновников из окружения президента Пакистана Первеза Мушаррафа. Британцы, по утверждению газеты, должны были по дипломатическим каналам оказать давление на пакистанские власти и сорвать заговор. Газета не называла имен подозреваемых. Известно, что один из них — офицер спецслужб, другой — чиновник в правительстве, а третий — известный политик. Об этом якобы Беназир Бхутто сообщала и Первезу Мушаррафу.

## Реакция на событие

### Пакистан
Президент Пакистана Первез Мушарраф решительно осудил убийство Беназир Бхутто: «Это жестокое насилие — дело рук террористов, с которыми мы боремся. Именно от этих террористов исходит самая большая опасность для Пакистана и его народа», — заявил Мушарраф в ходе экстренного совещания руководства страны. Президент Пакистана призвал соотечественников к сплочению и сдержанности. Он подтвердил свою решимость бороться с терроризмом во всех его проявлениях и объявил в стране трёхдневный траур в связи с трагической гибелью Бхутто.
Лидер пакистанской оппозиции и бывший премьер-министр страны Наваз Шариф приехал в больницу, где скончалась Бхутто, и провёл некоторое время в молчании у её тела. «Беназир Бхутто была мне сестрой, и я вместе с вами отомщу за её смерть», — со слезами на глазах сказал позднее политик. Он заявил, что после трёхдневного траура по Бхутто он разработает стратегию действий, бросающую вызов режиму Мушаррафа, и потребовал бойкотировать грядущие парламентские выборы.

### США
Президент США Джордж Буш, выступая перед журналистами на ранчо в Кроуфорде (штат Техас), резко осудил «подлое убийство» бывшего премьер-министра Пакистана Беназир Бхутто и призвал пакистанцев развивать демократический процесс. «США жёстко осуждают этот подлый акт, совершённый террористами, жаждущими крови и пытающимися подорвать демократию в Пакистане», — заявил Дж. Буш. Он призвал пакистанцев продолжать демократические процессы, добавив, что США будут стоять «на стороне пакистанского народа в его борьбе с терроризмом и экстремизмом». Джордж Буш отметил, что «совершившие этот теракт должны быть преданы суду». «Б. Бхутто служила своей стране и дважды занимала пост премьера. Вернувшись ранее в этом году в Пакистан, она осознавала, что подвергает жизнь опасности, но она отказала убийцам в праве диктовать курс, каким должна следовать её страна», — подчеркнул президент США.

### Евросоюз
Верховный представитель ЕС по вопросам общей внешней политики и политики безопасности Хавьер Солана и президентство ЕС также осудили убийство лидера Пакистанской народной партии: «Я шокирован убийством бывшего премьер-министра Пакистана Бхутто, совершённым сегодня в Равалпинде. Я осуждаю этот позорный акт в самой жёсткой форме», — отметил Солана. Он выразил убеждение, что этот террористический акт направлен на дестабилизацию ситуации в стране и на разрушение демократических процессов, которые едва начали возобновляться в Пакистане. Солана также призвал народ Пакистана воздержаться от жестокости и отметил необходимость сохранить спокойствие и стабильность в стране.
Португальское президентство от имени ЕС в своём заявлении отметило, что осуждает экстремизм в любой форме и надеется, что это трагическое событие не ослабит демократические процессы в Пакистане.

### Италия
Премьер-министр Италии Романо Проди выразил сожаления в связи с гибелью Бхутто, которую он назвал «женщиной, которая хотела вести свою борьбу до конца и не отказывалась от своего единственного оружия — диалога и политических дебатов». «Трудный путь к миру и демократии в регионе не должен остановиться, и гибель Бхутто должна служить примером для тех, кто не сдаётся перед террором», — отметил Проди.

### Франция
Президент Франции Николя Саркози назвал убийство Беназир Бхутто «одиозным актом», подчеркнув, что «террору и насилию не место в демократических дебатах и в состязании идей и программ». Он также призвал президента Пакистана Первеза Мушаррафа провести парламентские выборы в стране 8 января, как и было запланировано.

### Великобритания
Премьер-министр страны Гордон Браун заявил, что Беназир Бхутто «рисковала всем, пытаясь привести к победе демократии в Пакистане, и была убита трусами, которые боятся демократии». «Террористам нельзя позволять уничтожить демократию в Пакистане, и сегодняшнее злодеяние лишь усиливает нашу стойкость не дать им победить там, здесь или где угодно в мире», — заявил Браун.

### Россия
Президент России Владимир Путин направил соболезнование президенту Пакистана Первезу Мушаррафу в связи с произошедшим накануне терактом, который унёс жизнь бывшей премьер-министра страны Беназир Бхутто и ещё двух десятков человек. Глава российского государства, выразив соболезнования родным и близким погибших, заявил о солидарности с пакистанским народом. В письме Путина подчёркивается, что убийство Бхутто стало «очередным жестоким вызовом, брошенным силами терроризма не только Пакистану, но и всему международному сообществу». Президент России изъявил надежду, что организаторы теракта будут заслуженно наказаны.
Российский МИД также решительно осудил произошедшее и призвал ведущие политические силы Пакистана проявить максимальную сдержанность и не поддаваться на провокации экстремистов. «Надеемся, что руководству Пакистана удастся предпринять меры для обеспечения стабильности в стране», — заявил официальный представитель МИД РФ Михаил Камынин.
Президент Чечни Рамзан Кадыров заявил, что потрясен гибелью Беназир Бхутто: «Я глубоко потрясен сообщением о гибели бывшего премьер-министра Пакистана Беназир Бхутто и не нахожу слов для того, чтобы дать оценку тем извергам, которые стоят за этим терактом''». По его мнению, случившееся свидетельствует о том, что у террористов «нет никаких религиозных, человеческих ценностей, перед которыми они могут остановиться». «Для них человеческая жизнь ничто, их цель — смерть, кровь, горе и страдания людей, и мы, как никто другой, знаем этому цену», — сказал Кадыров. Он отметил, что Бхутто была ярким политиком и вела политическую борьбу мирными методами. «Её смерть — большая потеря для пакистанского народа, я искренне соболезную семье, близким Бхутто и всем, кто ценил её как политика и умную женщину», — добавил Рамзан Кадыров.

### Израиль
Израильские лидеры выразили глубокую скорбь в связи с трагической гибелью лидера пакистанской оппозиции. Премьер-министр Израиля Эхуд Ольмерт заявил, что видел в Беназир Бхутто «кого-то, кто мог бы послужить для нас мостом в ту часть мусульманского мира, с которой наши связи ограничены». Он назвал произошедшее «большой трагедией», добавив, что был «очень опечален», когда узнал о смерти Бхутто. При этом Ольмерт рассказал, что в октябре, перед возвращением из Лондона в Исламабад, Бхутто говорила «общим знакомым», что хотела бы в будущем укреплять связи Пакистана как с Палестинской автономией, так и с Израилем. Ольмерт выразил надежду на то, что гибель Беназир Бхутто не приведёт к гражданской войне в Пакистане.
Президент Израиля Шимон Перес сказал, что был потрясен убийством Бхутто. «Беназир Бхутто была храброй женщиной, которая не скрывала своего мнения, не знала страха и отважно служила своему народу», — заявил он. Он напомнил, что несколько раз встречался с Беназир Бхутто. «Беназир была харизматическим лидером и борцом за мир в своей стране без страха и упрёка», — сказал Перес.

### Индия
Премьер-министр Индии, трижды воевавший с Пакистаном, Манмохан Сингх заявил, что Бхутто абсолютно незаменима, она всегда стремилась улучшить взаимоотношения этих двух стран, обладающих ядерным оружием. «Я шокирован и взволнован известием об этом чудовищном убийстве, — сообщил Сингх. — С её смертью Индостан потерял выдающегося политического лидера, всеми силами действующего во благо демократии и согласия в своей стране».
Бывший министр иностранных дел Индии Натвар Сингх заявил, что убийство Беназир Бхутто окажет негативное влияние не только на Пакистан, но и на весь регион.

### Афганистан
Президент Афганистана Хамид Карзай, который встречался с Бхутто в день её смерти в Исламабаде, сообщил, что он глубоко опечален её смертью. Он назвал её «отважной дочерью мусульманского мира», которая «пожертвовала своей жизнью ради Пакистана и ради всего региона». «Этим утром она выразила мне свою глубокую любовь и желания мира Афганистану и процветания Афганистану и… Пакистану», — сообщил Карзай.

### ООН
С заявлением о смерти Бхутто выступил и генеральный секретарь ООН Пан Ги Мун: «Я решительно осуждаю это гнусное преступление и призываю лиц, виновных к суду как можно скорее. Это представляет собой посягательство на стабильность в Пакистане, и его демократических процессов». Совет Безопасности ООН единогласно принял резолюцию, резко осуждающую убийства Беназир Бхутто.

### Организация Исламская конференция
Генеральный секретарь Организации Исламская конференция профессор Экмеледдин Ихсаноглу назвал это преступление «явной провокацией, направленной на подрыв безопасности и единства страны, срыв демократического процесса в Пакистане».

### ОАЭ
Министр иностранных дел ОАЭ шейх Абдалла ибн Заид Аль Нахайян назвал убийство Беназир Бхутто, которая в течение нескольких лет проживала в ОАЭ, «огромной потерей» не только для пакистанского, но и эмиратского народа.

### Китай
Представитель министерства иностранных дел Китайской Народной Республики Цинь Ган сказал, что Китай был «потрясен убийством в Пакистане лидера оппозиции Беназир Бхутто», и «решительно осуждает террористические нападения.»

### Украина
Премьер-министр Украины Юлия Тимошенко выразила соболезнования в связи с терактом в Пакистане. «На Украине с глубоким сожалением узнали о совершенном 27 декабря 2007 года в городе Равалпинди террористическом акте, в результате которого погибли десятки людей, в том числе бывший премьер-министр Пакистана Беназир Бхутто, а также многие люди получили ранения. Мы разделяем боль непоправимых потерь граждан Вашего государства и решительно осуждаем терроризм в любых его проявлениях», — идет речь в обращении Юлии Тимошенко.

## Последствия
Ещё во время похорон в различных районах Пакистана происходили массовые беспорядки, погромы магазинов и административных зданий.
Во время похорон экс-премьер-министра полиции были разрешено в случае беспорядков применять огнестрельное оружие против зачинщиков и подстрекателей.